# Heteropterys minutiflora
Heteropterys minutiflora är en tvåhjärtbladig växtart som beskrevs av André M. Amorim. Heteropterys minutiflora ingår i släktet Heteropterys och familjen Malpighiaceae. Inga underarter finns listade i Catalogue of Life.